# Жюльен (нарезка)
Жюлье́н (от фр. julienne), пришедший из французской кухни, — особый способ нарезки молодых овощей тонкой соломкой, обычно в летний сезон для супов и салатов. Этимология — неясна, рассматривается происхождение от французского женского имени Julienne. Мелкая нарезка корнеплодов кубиками известна как брюнуаз, нарезка листовых овощей в рулоне — шифонад.
В современной кулинарии этим термином обозначают холодную обработку (нарезку) овощей, предназначенных для супов или соусов, которая даёт наиболее нежную консистенцию или ускоряет готовность блюда из молодых овощей или их побегов. Практически это означает, что под «жюльеном» чаще всего подразумевают нарезку соломкой (у корнеплодов) и тонкими колечками у лука и помидоров.
Салаты, составленные из таких тонко нарезанных овощей, носят поэтому название «жюльен», а суп, в который закладывают нарезанные таким образом овощи, называется «суп жюльен». По одной из версий, суп был назван в честь именитого парижского повара Жана Жюльена, который в 1785 году придумал заправлять консоме мелко нарезанными и припущенными в сливочном масле овощами. В России под словом «жюльен» чаще подразумевают одну из горячих закусок.